# Nyctanassa
Genre
Nyctanassa est un genre d'oiseaux échassiers américains de la famille des Ardeidae. Il est constitué d'une espèce vivante et d'une espèce éteinte.

## Liste des espèces
D'après la classification de référence (version 14.1, 2024) de l'Union internationale des ornithologues, il y a 2 espèces (dont 1 éteinte) du genre Nyctanassa (ordre philogénique) :
- Nyctanassa violacea (Linnaeus, 1758) – Bihoreau violacé
- † Nyctanassa carcinocatactes Olson & Wingate, 2006 – Bihoreau des Bermudes.

Une espèce est éteinte :
- † Nyctanassa carcinocatactes Olson & Wingate, 2006 – Bihoreau des Bermudes.